# János Áder
János Áder (Csorna, 9 de maig de 1959) és un polític i advocat hongarès que ocupa el càrrec de President d'Hongria des del 10 de maig de 2012. És cofundador del partit Fidesz i va presidir l'Assemblea Nacional d'Hongria entre 1998 i 2002. També va ser eurodiputat.